# منطقة شيكابالابور
شيكابالابور رمزها «CK» (بالإنجليزية: Chikballapur)‏ ، هو تقسيم إداري لدولة الهند تتبع ولاية كارناتاكا (بالإنجليزية: Karnataka)‏ ، مركزها هو مدينة شيكابالابور (بالإنجليزية: Chikballapur)‏ عدد سكانها حسب تعداد سنة 2001 هو 54,938 ، مساحتها كم² وكثافة السكان لكل كم² .